# Bunkestarr
Bunkestarr (Carex elata) är en flerårig gräslik växt inom släktet starrar och familjen halvgräs. Den växter i stora täta tuvor och har gulgrå basala slidor som är nätformigt upprispade. Dess strån är styva, vasst trekantiga och sträva. Bunkestarrens blågröna blad är från fyra till sex mm breda, sträva och har papiller undertill. Vid torka så rullar sig skivorna utåt. Den har en till tre hanax och två till tre honax som är tre till sex cm långa. Hanblommorna sitter oftast i spetsen på axen. De brunvioletta axfjällen blir tre till fyra mm långa och har en blek mittnerv. De äggrunda fruktgömmena blir 2,5 till 3 mm långa, är platta och blågröna. Fruktgömmena är papillösa men har nerver och tydlig näbb. Bunkestarr blir mellan 30 och 120 cm hög och blommar från juni till juli. Det finns en underart till bunkestarren som heter omskstarr (C. elata ssp. omskiana).

## Utbredning
Bunkestarr är ganska vanlig i Norden och återfinns på våt, näringsrik dy- eller lerjord som exempelvis stränder, kärr och ofta vid utflöden. Dess utbredning i Norden sträcker sig till södra och delar av mellersta Sverige, hela Danmark och sydöstra delen av Finland. 